# Vola.ro
Vola.ro este o agenție de turism online ce oferă servicii complete: bilete de avion de linie și low cost, city break-uri, pachete de vacanță, hoteluri, asigurări de călătorie și închiriere de mașini. Este singura agenție de turism online din România care pune la dispoziția călătorilor un serviciu de Customer Care disponibil 24/7. Echipa Vola.ro are în prezent 100 de angajați, cel mai numeros departament fiind cel de Relații cu Clienții. 
Cifră de afaceri în 2017: 6.500.000 €
Volum tranzacțional: 60.700.000 €

## Istoric
Vola.ro a fost fondată în 2007 de către Daniel Truică, alături de Michał Wrodarczyk și Jarosław Adamski, fiind una dintre primele agenții de turism online din România. În luna octombrie a aceluiași an începe să funcționeze și Fru.pl, business înrudit, prezent pe piața din Polonia.

În 2009, se lansează două servicii brevetate: Calendarul de Tarife și Alerta de Tarif, concepute pentru a facilita găsirea celor mai ieftine bilete de avion. În același an, Vola.ro introduce în gama de servicii și pachetele turistice.

În 2015, Vola.ro primește o investiție de 5 milioane de euro din partea 3TS Capital Partners și Catalyst. Se lansează și Smart Connection, un serviciu unic în România, care aduce combinații de zboruri cu până la 60% mai ieftine față de biletele clasice de avion.

În 2017, agenția împlinește 10 ani de activitate și lansează campania aniversară #vola10ani, în cadrul căreia fiecare client care achiziționează un produs de pe Vola.ro primește un premiu garantat. Premiul cel mare constă în 10 ani de vacanțe pentru clientul câștigător.

Începând cu 2017, Vola.ro decide trecerea la raportarea veniturilor nete, fiind una dintre primele companii din industria turismului care face acest pas.

În prima jumătate a anului 2018, Vola.ro înregistrează o cifră de afaceri (venituri nete) de 4,2 milioane de euro, în creștere cu 18,5% în comparație cu aceeași perioadă a anului 2017 și estimează o creștere de 30%, ajungând la un volum de tranzacții intermediate de peste 80 de milioane de euro și devenind astfel cea mai mare companie de travel din România. 

## Premii
Vola.ro este prima companie din România care a câștigat 3 ani la rând primul loc în topul Deloitte Technology Fast50, primind titlul de compania cu cea mai mare creștere din Europa Centrală și de Est în ultimii 5 ani.  

Vola.ro este cea mai cunoscută și utilizată agenție de turism online din România, conform unui studiu GfK efectuat în 2016.  

Un an mai târziu, Vola.ro este desemnată cea mai de încredere agenție de turism online din România, în urma studiului Mercury Research.  

În 2017, Vola.ro este desemnată cea mai bună agenție de turism online din România, în cadrul TopHotel Awards.  

În 2018, Vola.ro colaborează cu Burger King și Publicis România în campania Whopper No-Show, care câștigă un Bronze Lion la Festivalul Internațional de Creativitate Cannes Lions, secțiunea Direct.  

## Smart Connection
Smart Connection reprezintă un produs exclusiv Vola.ro, lansat în 2015. Acesta presupune conectarea a două sau mai multe zboruri de la companii aeriene diferite, rezultatul fiind o rută unică la un preț minim, cu până la 60% mai mic decât în cazul biletelor de avion obișnuite.  

Garanția Smart Connection. Pentru orice zbor achiziționat prin Smart Connection, Vola.ro acoperă situațiile excepționale, precum pierderea unei conexiuni din cauza întârzierilor, anulărilor sau schimbărilor de orar și oferă suport permanent prin departamentul de Relatii cu Clientii.

## Ieftinuarie
Ieftinuarie este un concept unic, bazat pe o analiză efectuată de Vola.ro, care a arătat că luna ianuarie reprezintă cea mai bună perioadă a anului pentru achiziționarea biletelor de avion și city break-urilor.

În ianuarie 2018, Vola.ro lansează campania Ieftinuarie, prin care prezintă cele mai bune oferte la bilete de avion și city break-uri, reduse cu 50% și, respectiv, 60%.  

## Alerta de Tarif
Alerta de Tarif este un instrument dezvoltat de Vola.ro, prin care călătorii pot primi pe e-mail oferte personalizate de zboruri, în funcție de propriile criterii selectate: perioadă, oraș de plecare, destinație, durata călătoriei și prețul căutat.

## Calendarul de Tarife
Calendarul de Tarife de pe site-ul Vola.ro afișează prețurile biletelor de avion spre o anumită destinație, pe o perioadă de trei luni, indicând datele în care costurile sunt cele mai mici.

Acest instrument se adresează în special călătorilor cu un program flexibil, ajutându-i să achiziționeze cel mai ieftin bilet de avion existent.  